# Харджа
Ха́рджа (араб. خرجة‎, jarŷa — выход, конец) — это народное лирическое произведение. Понятие появилось в Мусульманской Испании. Харджа составляет последнюю часть мувашшахи, первое упоминание о которой возникло в X-XI веках. Наиболее известны харджи на андалусийско-арабском языке и на языке, который использовали андалузцы, — романском языке, неточно называемым мосарабским. Харджи писали многие известные поэты, в основном арабские и еврейские. Изначально этим занимались женщины-аристократки, рассматривая в качестве примера традиционную романскую лирику. Возможно, они могли найти их в произведениях фольклора, и адаптировать под необходимый вид стихосложения (так как они должны были соответствовать мувашахе). Важность хардж заключается в том, что это самые древние документы в истории поэзии на романском языке.
Мувашшах (происх. от араб. موشحة‎ muwaššaḥa (или  muwashshaha), что означает «ожерелье») — один из видов поэзии, достигший своего расцвета в Аль-Андалусе между IX и XII веками. Арабы использовали лирическую модель IV века — касыду. Она состояла из длинных стихов, которые были соединены в пары, с повторяющейся одной рифмой, хорошо подходящей для устного произношения. Со временем мувашаха стала писаться в коротких стихах, в связи с влиянием, оказанном народной лирикой, но уже имела более сложную структуру и сочинялась на глубокомысленные темы. Мувашаха появляется на полуострове и смешивается с различными культурами, одной из существенных причин чего является существование параллельно с испанско-мусульманской культурой в эпоху тайфас, (арабский-еврейский-христианский). Сами арабы иногда называли мувашахи «христианскими частушками». Впервые они были найдены 1948 году, их переводом занимался гебраист Самуэль Миклош Штерн. Последующие интерпретации, создававшиеся в течение нескольких лет, принадлежат различным экспертам в области лингвистики. Эти варианты находятся в нашем распоряжении. В связи с неоднозначностью семитских языков, харджи также представлены в различных вариантах. Они до сих пор являются предметом споров и требуют специальных исследований. Часто харджи появляются в мувашахе как своеобразный короткий припев на романском языке, еврейском или на арабском, в конце мувашахи. Другое поэтическое проявление с похожими характеристиками, сехел, отличается тем, что стихи разбрасываются по всему тексту.

## Тематика харджи
Мосарабские харджи о любви — это небольшие стихотворения, точнее концовки, заключительные части мувашшахов, которые, как правило, созданы автором от лица  молодой девушки, сообщающей своим сестрам или матери об испытанной ею любви.  Считается, что, возможно, большинство этих текстов написаны мужчинами, хотя тематика и содержание текстов требовали воспроизведения харджи от первого лица женским голосом. В хардже звучит голос влюблённой девушки. Наиболее выраженными характеристиками являются: изобилие восклицаний, вопросительных предложений и повторений, использование простой лексики и уменьшительных форм.
Считается, что харджи, галисийско-португальские кантиги о друге и кастильские вильянсикос являются ветвями одной и той же народной традиции, которая также имеет отростки за пределами Полуострова: традиционная лирика. В то время как харджа исполнялась женщиной, кантига о друге исполнялась мужчиной, хотя не исключается возможность женского исполнения. Несмотря на близость традиций, когда возлюбленный в харжде обозначался словом habib, а в кантиге о друге — amigo, на типологическую принадлежность к женским любовным песням, поэтические приёмы и широкое разнообразие строфического построения 500 сохранившихся кантиг о друге, составляющих один из главных жанров лирики трубадуров Пиренейского полуострова, свидетельствуют об их бо́льшей развитости по сравнению с харджой. Вероятно, именно поэтому Е. Г. Голубева писала, что харджа несколько напоминает «песни о друге».
Значимость харджи заключается в том, что она помогает лучше разобраться в истоках галисийской, португальской и испанской литератур. До открытия Штерна считалось, что корни испанской литературы в эпосе.

## Примеры
Харджа на мосарабском языке:
¡Tant' amáre, tant' amáre,
habib, tant' amáre!
Enfermaron uelios gaios,
e dolen tan male.

Перевод на кастильский (испанский) язык:
¡Tanto amar, tanto amar,
amigo, tanto amar!
Enfermaron unos ojos antes alegres 
y ahora duelen tanto.
Харджа
Vayse meu corachón de mib.
Ya Rab, ¿si me tornarád?
¡Tan mal meu doler li-l-habib!
Enfermo yed, ¿cuánd sanarád?

Перевод на кастильский (испанский) язык:
Mi corazón se va de mí.
Oh Dios, ¿acaso volverá a mí?
¡Tan fuerte mi dolor por el amado!
Enfermo está, ¿cuándo sanará?

## Исследования
Харджи были исследованы в 1948 году гебраистом Самуэлем Миклошем Штерном в сотрудничестве с выдающимся испанским ученым Эмилио Гарсией Гомесом, и смогли вновь использоваться благодаря народным арабским и еврейским поэтам того века, которые присоединили их к своим мувашахам. Харджи написаны на мосарабском языке с использованием арабского письма и еврейского (произведения, написанные по-кастильски арабскими или еврейскими буквами).